# Varanus dumerilii
Varanus dumerilii — вид ящірок родини Варанові (Varanidae). 

## Опис
Тіло темно-коричневого забарвлення з нечіткими хаотичними блідими смугами. Молодь має жовті смуги на спині, голова помаранчевого кольору. Молодь змінює забарвлення через 8 тижнів.

## Поширення
Вид мешкає у тропічних лісах Південно-Східній Азії. Зустрічається на півдні М'янми, на півдні Таїланду, в Малайзії та Індонезії на островах Калімантан та Суматра.